# Schubertstraße 8 (München)

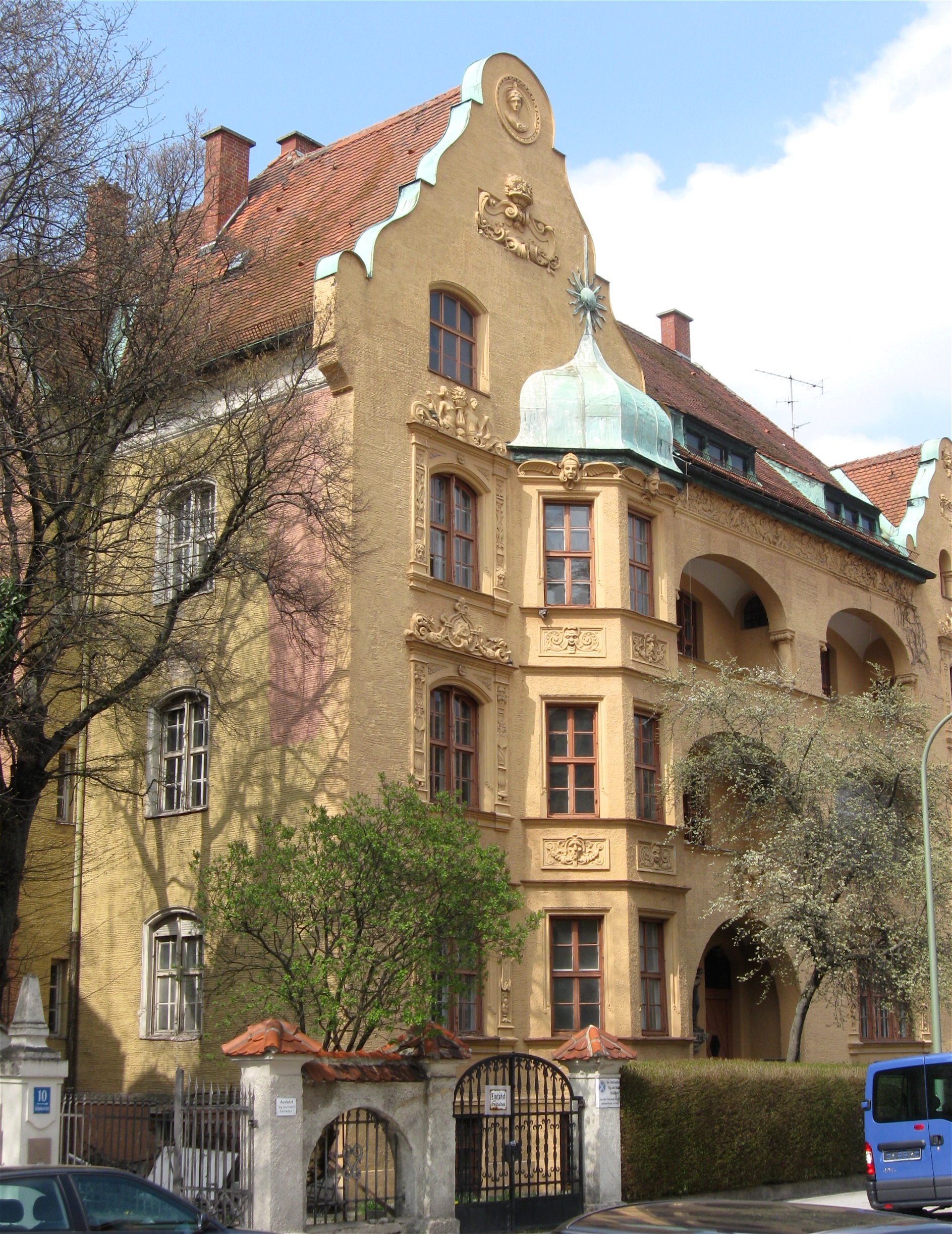
Haus Schubertstraße 8 in München-Ludwigsvorstadt

Das Haus Schubertstraße 8 ist ein denkmalgeschütztes Mietshaus im Münchner Stadtteil Ludwigsvorstadt.

## Beschreibung
Das Wohnhaus wurde 1894/95 nach Plänen des Architekten Wilhelm Spannagel errichtet. Das im Stil der „deutschen Renaissance“ erbaute Gebäude ist reich gegliedert und dekoriert.
In der großen Atelierwohnung im Dachgeschoss entstand ein Großteil des Frühwerks von Martin Mayer, der die Räume 1957, durch Vermittlung des ukrainischen Bildhauers Gregor Kruk, angemietet hatte und bis zu seinem Umzug ins Hildebrandhaus 1963 dort lebte und arbeitete.

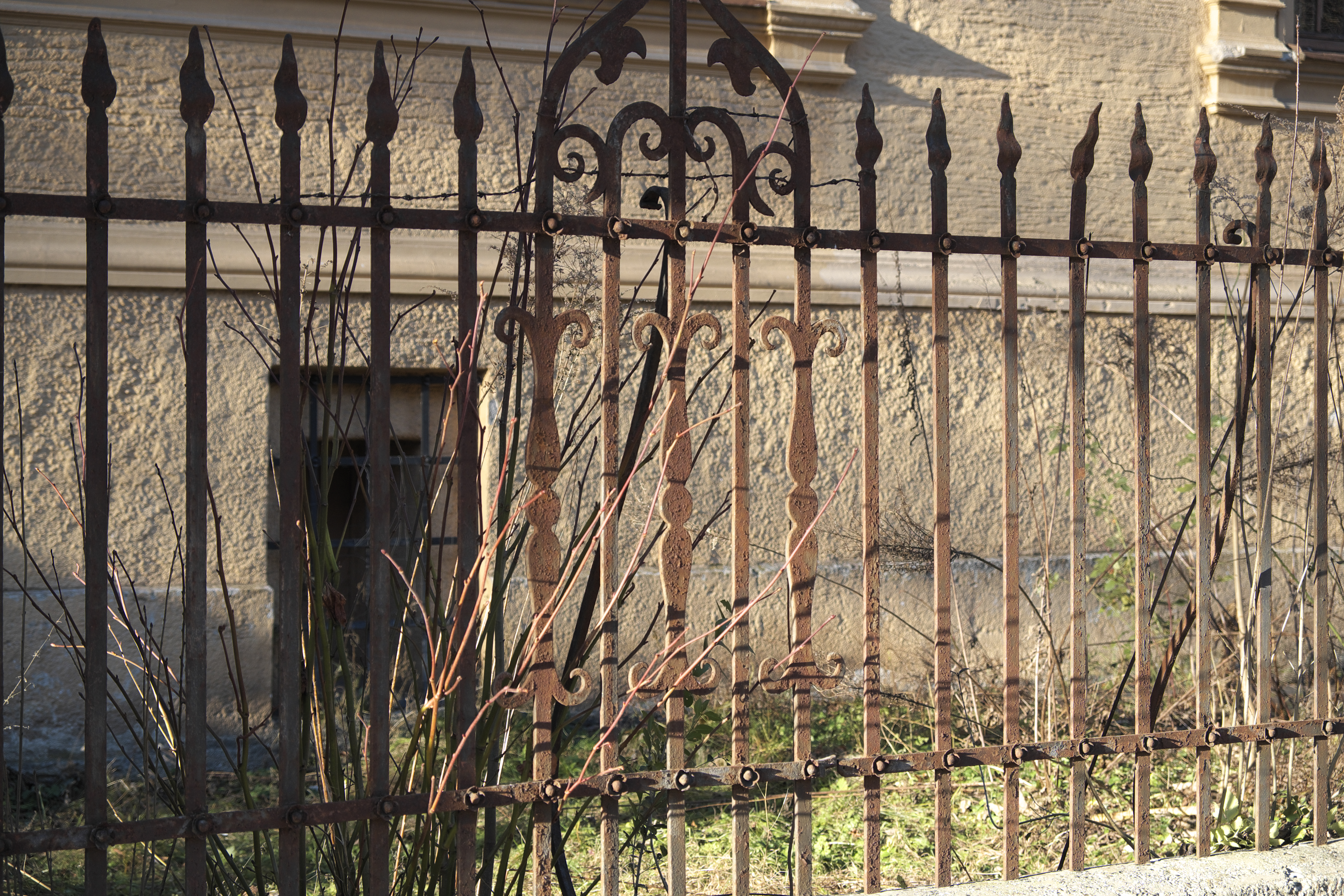
Eisengitter
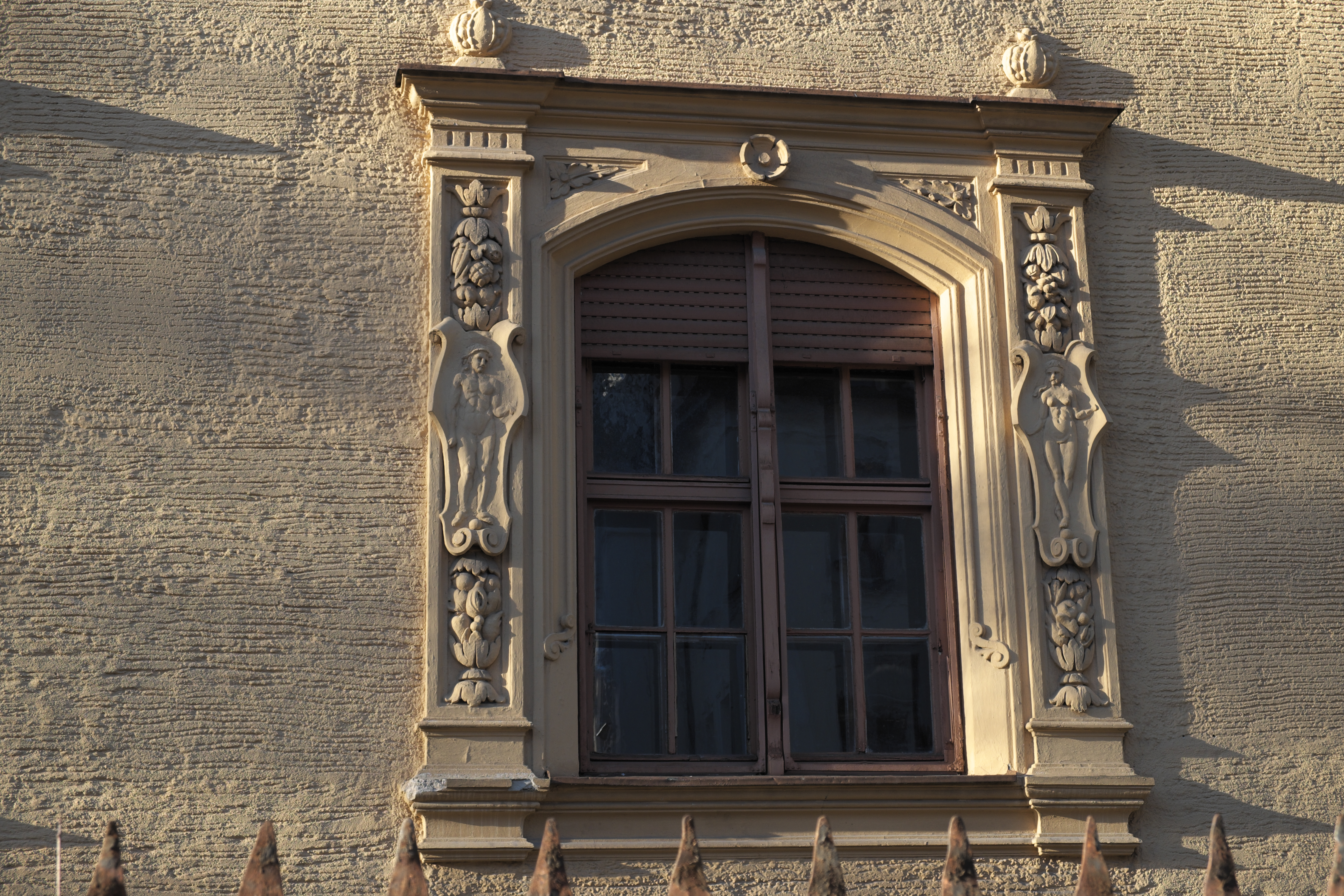
Fensterrahmung
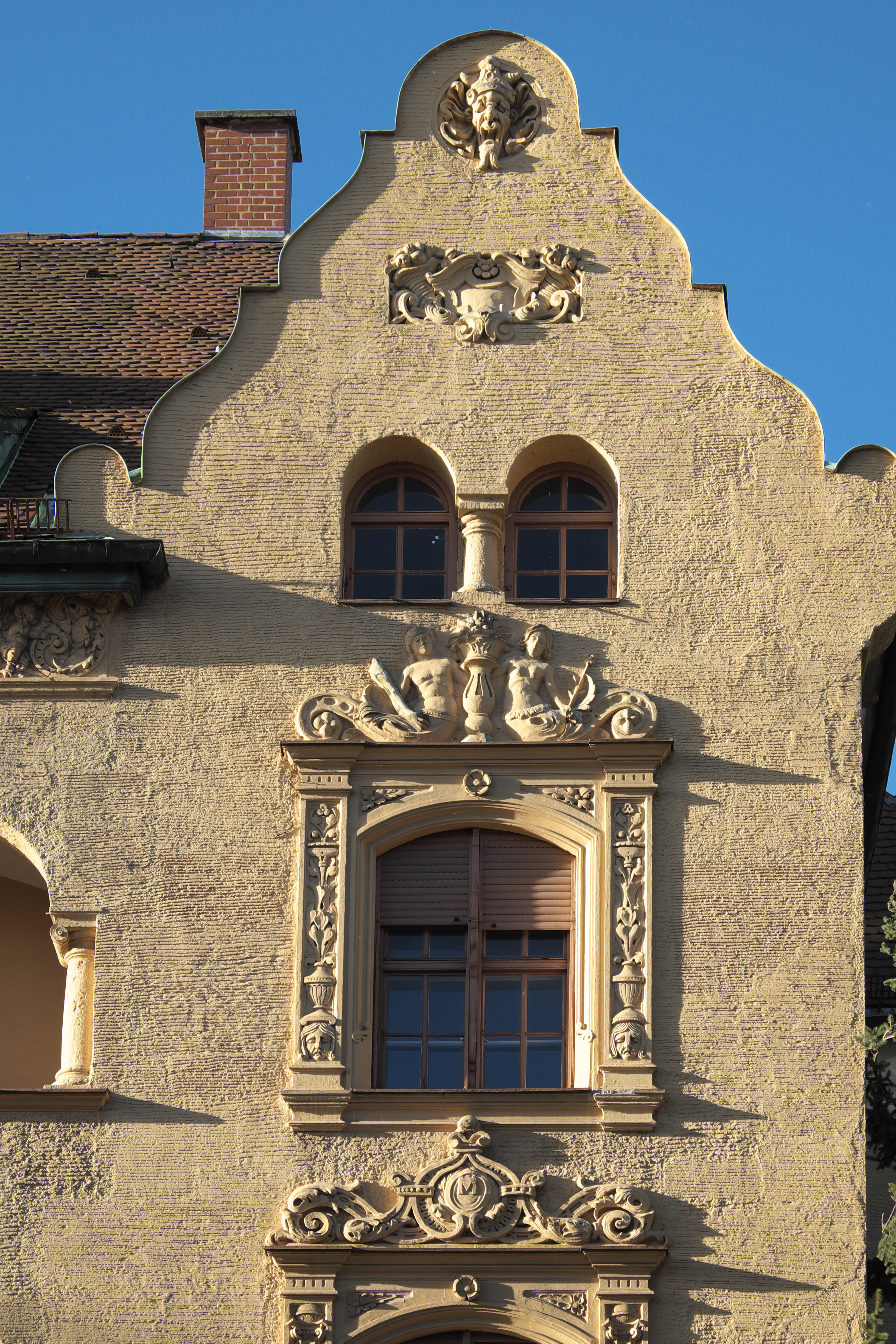
Giebel